# Parataenius derbesis
Parataenius derbesis är en skalbaggsart som beskrevs av Antoine Joseph Jean Solier 1851. Parataenius derbesis ingår i släktet Parataenius och familjen Aphodiidae. Inga underarter finns listade i Catalogue of Life.